# Wapen van Altweerterheide

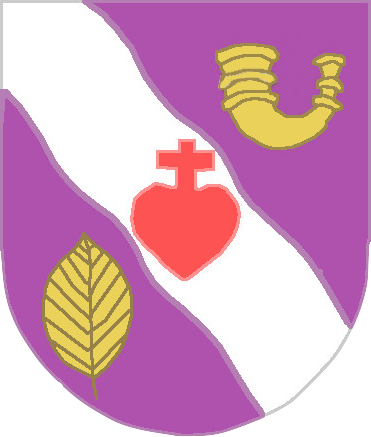
Wapen van Altweerterheide

Het wapen van Altweerterheide bestaat uit een twee schuinen paarse vlakken, met daartussen een witte golvende band. Het wapen staat symbool voor het Midden-Limburgse kerkdorp Altweerterheide.

## Oorsprong
De vlag en het wapen van Altweerterheide bestaan vanaf 1990, ontworpen door Hans van Heijningen op initiatief van de toenmalige pastoor Noordermeer. De rechterbovenhoek van het wapen staat symbool voor de stad Weert en de linkerbenedenhoek staat symbool voor Bocholt, dit vanwege de ligging (en het ontstaan) van het dorp Altweerterheide te midden van deze twee plaatsen. De hoorn, die symbool staat voor de stad Weert vind haar oorsprong in de heerschappij van de graven van Horne in Weert. Het beukenblad, staat symbool voor Bocholt, door de naam van deze plaats (Beukenhout = Bocholt). 
Ook het dorp zelf wordt gesymboliseerd, zo staat het blad ook centraal voor de bossen die Altweerterheide rijk is. Het hart (met kruis) in het midden van het wapen staat symbool voor de kern, met als centrale punt de Heilig-Hartkerk. De kleur paars staat symbool voor de heide rondom het dorp, waar ook de voetbal- en carnavalsvereniging hun kleur aan danken. De witte (golvende) schuinbalk symboliseert de beken die het dorp doorkruisen, zoals de Bocholterbeek/Weerterbeek en Tungelroyse beek.
Het wapen is afkomstig van een tegelplateau  uit 1957 nabij het voormalige douanekantoor op de Nederlands-Belgische grens.

## Motto
Het motto bij het wapen van Altweerterheide luidt: 'Cor unum et anima una', Latijn voor 'één van hart en één van geest'.